# سیمون میسیک
سیمون میسیک (انگلیسی: Simone Missick؛ زادهٔ ۱۹ ژانویهٔ ۱۹۸۲) یک هنرپیشه اهل ایالات متحده آمریکا است. وی از سال ۲۰۰۳ میلادی تاکنون مشغول فعالیت بوده‌است.
از فیلم‌ها یا برنامه‌های تلویزیونی که وی در آن نقش داشته‌است می‌توان به لوک کیج اشاره کرد.